# Deutsche Schwimmmeisterschaften 1894
Die 11. Deutschen Meisterschaften im Schwimmen fanden am 8. und 9. August 1894 in Grünau statt, dem heutigen Ortsteil von Berlin. Es wurde eine Strecke von 100 m sowie 1500 m geschwommen. Zudem fanden Vorläufe (ohne Meisterschaft) in Tauchen,  100 m Rücken und 300 m Brust statt. 
Beim 100 m Freistil kollidierte Oskar Polack mit dem Berliner Georg Friebös und wurde disqualifiziert. Das Rennen wurde annulliert und musste am nächsten Tag wiederholt werden, daran durften dann nur noch Eugen Wolf und Georg Friebös antreten.
| Disziplin       | Name         | Verein             | Zeit        |
| --------------- | ------------ | ------------------ | ----------- |
| 100 m Freistil  | Eugen Wolf   | SV Düsseldorf      | 1:31,4 min  |
| 1500 m Freistil | Fritz Kniese | SC Borussia Berlin | 28:00,8 min |